# Kiełpino Duże
Kiełpino Duże – jezioro na Pojezierzu Ińskim, położone w gminie Ińsko, w powiecie stargardzkim, w woj. zachodniopomorskim. Około 0,6 km na południowy zachód od Kiełpina Dużego znajduje się mniejsze jezioro Kiełpino Małe. 
Według danych gminy Ińsko powierzchnia zbiornika wynosi 11,6 ha, jednak inne źródło podaje 10,82 ha.
Kiełpino Duże jest miejscem lęgów szeregu gatunków ptaków wodno-błotnych w tym gągoła, nurogęsi i bąka. Niedostępny teren pomiędzy Kiełpinem Dużym a Kiełpinem Małym jest ostoją zwierzyny.
W typologii rybackiej Kiełpino Duże jest jeziorem linowo-szczupakowym.
Ok. 500 m na zachód od zbiornika jest Jezioro Długie, a jeszcze dalej leży miasto Ińsko. Jednak najbliżej położoną miejscowością jest wieś Studnica (ok. 1,5 km na wschód).